# Кастел Тасо-Кастелтоно (Болцано)
Кастел Тасо-Кастелтоно је насеље у Италији у округу Болцано, региону Трентино-Јужни Тирол.
Према процени из 2011. у насељу је живело 32 становника. Насеље се налази на надморској висини од 937 м.